# Heterochorista
Heterochorista is een geslacht van vlinders van de familie bladrollers (Tortricidae), uit de onderfamilie Tortricinae.

## Soorten
- H. acomata Horak, 1984
- H. aperta (Diakonoff, 1953)
- H. aura Horak, 1984
- H. classeyiana Horak, 1984
- H. chrysonetha (Diakonoff, 1953)
- H. dispersa Diakonoff, 1952
- H. fulgens Horak, 1984
- H. inumbrata (Diakonoff, 1953)
- H. melanopsygma (Diakonoff, 1953)
- H. nitida Horak, 1984
- H. ornata Horak, 1984
- H. papuana (Diakonoff, 1952)
- H. polysperma (Diakonoff, 1952)
- H. prisca Horak, 1984
- H. punctulata Horak, 1984
- H. rostrata Horak, 1984
- H. rufulimaculata Horak, 1984
- H. signata Horak, 1984
- H. spinosa Horak, 1984
- H. trivialis Horak, 1984